# Thomas Augustinussen
Thomas Augustinussen (Svendborg, 20 maart 1981) is een Deense voetballer (verdedigende middenvelder) die sinds januari 2011 voor de Deense eersteklasser Aalborg BK uitkomt. Voordien speelde hij reeds een hele periode voor Aalborg, waarmee hij landskampioen werd in 2008. Tussen 2009 en januari 2011 verdedigde hij echter de kleuren van het Oostenrijkse Red Bull Salzburg. Met Salzburg werd hij landskampioen in 2010.

## Interlandcarrière
Augustinussen speelde sinds 2008 twee wedstrijden voor de Deense nationale ploeg. Hij maakte zijn debuut in het nationale elftal in juni 2008 tijdens een vriendschappelijke match tegen Polen (1-1).

## Erelijst
Aalborg BK
- Superligaen

2008, 2014
 Red Bull Salzburg
- Landskampioen

2010